# Urophonius somuncura
Espèce
Urophonius somuncura est une espèce de scorpions de la famille des Bothriuridae.

## Distribution
Cette espèce est endémique de la province de Río Negro en Argentine. Elle se rencontre dans la Meseta de Somuncurá.

## Description
La femelle holotype mesure 31,8 mm
Les mâles mesurent de 23,2 à 29,5 mm et les femelles de 25,5 à 33 mm.

## Étymologie
Son nom d'espèce lui a été donné en référence au lieu de sa découverte, la Meseta de Somuncurá.

## Publication originale
- Acosta, 2003 : Description of a new Patagonian species of Urophonius Pocock (Scorpiones, Bothriuridae), from Meseta de Somuncurá, Argentina. Zootaxa, no 187, p. 1–12.